# Yuji Unozawa
Yuji Unozawa (宇野沢 祐次 Unozawa Yuji?, nacido el 3 de mayo de 1983 en Chiba) es un futbolista japonés que se desempeña como delantero.

## Trayectoria

### Clubes
| Club                 | País  | Año         |
| -------------------- | ----- | ----------- |
| Kashiwa Reysol       | Japón | 2002 - 2006 |
| Avispa Fukuoka       | Japón | 2007        |
| Japan Soccer College | Japón | 2008 - 2009 |
| AC Nagano Parceiro   | Japón | 2010 -      |

## Estadística de carrera

### J. League
| Club               | Año   | J. League | J. League | Copa J. League | Copa J. League | Total | Total |
| Club               | Año   | Part.     | Goles     | Part.          | Goles          | Part. | Goles |
| ------------------ | ----- | --------- | --------- | -------------- | -------------- | ----- | ----- |
| Kashiwa Reysol     | 2002  | 13        | 3         | 3              | 0              | 16    | 3     |
| Kashiwa Reysol     | 2003  | 15        | 0         | 2              | 1              | 17    | 1     |
| Kashiwa Reysol     | 2004  | 11        | 1         | 4              | 2              | 15    | 3     |
| Kashiwa Reysol     | 2005  | 13        | 0         | 4              | 1              | 17    | 1     |
| Kashiwa Reysol     | 2006  | 16        | 0         | -              | -              | 16    | 0     |
| Avispa Fukuoka     | 2007  | 10        | 0         | -              | -              | 10    | 0     |
| AC Nagano Parceiro | 2014  | 33        | 16        | -              | -              | 33    | 16    |
| AC Nagano Parceiro | 2015  | 25        | 1         | -              | -              | 25    | 1     |
| AC Nagano Parceiro | 2016  | 6         | 0         | -              | -              | 6     | 0     |
| AC Nagano Parceiro | 2017  | 13        | 4         | -              | -              | 13    | 4     |
| Total              | Total | 155       | 25        | 13             | 4              | 168   | 29    |